# Eagle (village de Waukesha)
Eagle és un village al comtat de Waukesha a l'estat de Wisconsin. Al cens del 2000 tenia 1.707 habitants.

## Demografia
Segons el cens del 2000, Eagle tenia 1.707 habitants, 592 habitatges, i 468 famílies. La densitat de població era de 519 habitants per km².
Dels 592 habitatges en un 0% hi vivien nens de menys de 18 anys, en un 71,3% hi vivien parelles casades, en un 4,6% dones solteres, i en un 20,8% no eren unitats familiars. En el 17,1% dels habitatges hi vivien persones soles el 6,8% de les quals corresponia a persones de 65 anys o més que vivien soles. El nombre mitjà de persones vivint en cada habitatge era de 2,88 i el nombre mitjà de persones que vivien en cada família era de 3,28.
Per edats la població es repartia de la següent manera: un 31,6% tenia menys de 18 anys, un 6,2% entre 18 i 24, un 38% entre 25 i 44, un 17,6% de 45 a 60 i un 6,6% 65 anys o més.
L'edat mediana era de 33 anys. Per cada 100 dones de 18 o més anys hi havia 97,1 homes.
La renda mediana per habitatge era de 58.207 $ i la renda mediana per família de 62.500 $. Els homes tenien una renda mediana de 41.711 $ mentre que les dones 27.500 $. La renda per capita de la població era de 21.975 $. Aproximadament l'1,4% de les famílies i el 3,1% de la població estaven per davall del llindar de pobresa.

## Poblacions properes
El següent diagrama mostra les poblacions més properes.